# پرچم کیریباتی
پرچم کیریباتی برای اولین بار در ۱۲ ژوئیه ۱۹۷۹ به رسمیت شناخته شد. به‌عنوان پرچم ملی و نشان ملی شناخته می‌شود و همچنین دارای تناسب ۱:۲ می‌باشد. نماد غروب و دریا در این پرچم نمایان است.